# لف الدنا الفائق

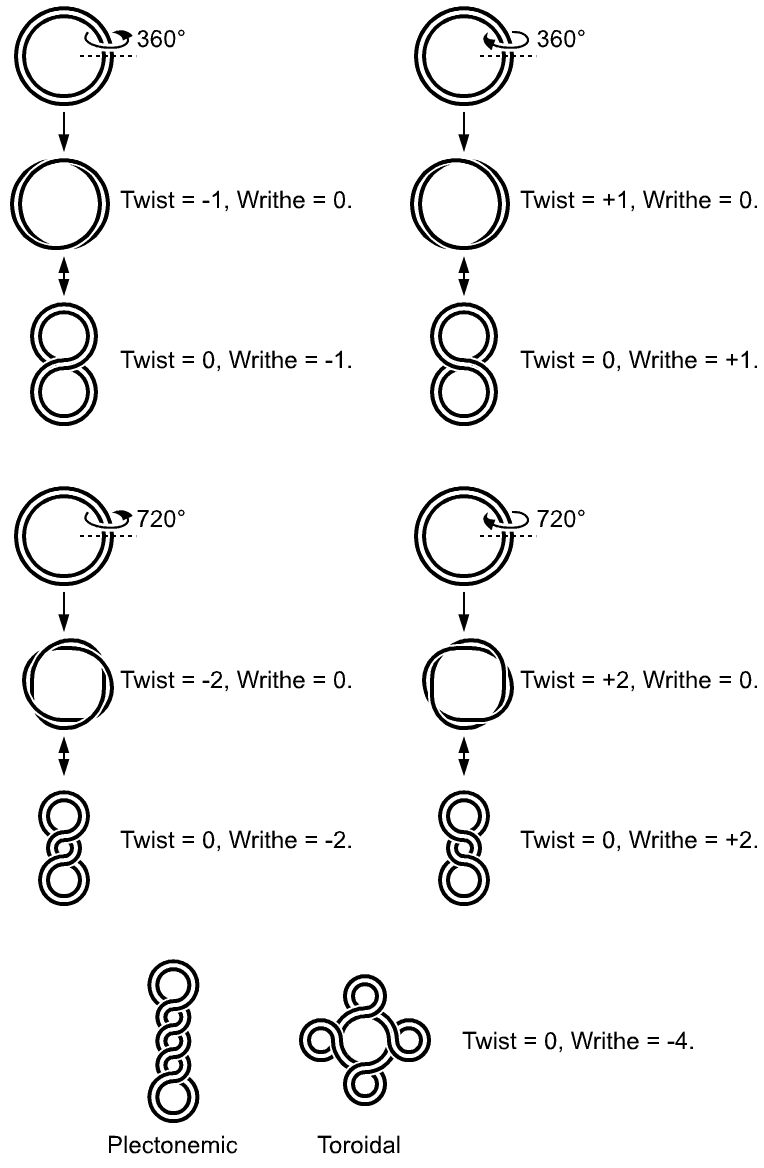
بنية دنا دائري ملفوفة لف فائق مع فتل منخفض، الطبيعة اللولبية للدنا المزدوجة تم إهمالها من أجل التوضيح.

لدف الدنا الفائق هو عملية لف سلسلتي لولب الدنا المزدوج بشكل يفوق حالتها في وضع الاسترخاء في شكل الدنا ب، حيث إن كان اللف في اتجاه اللولب المزدوج فإن القواعد تصبح متراصة أكثر ويسمى ذلك الالتفاف الفائق الموجب إما إن كان ملفوفا عكس اتجاه اللولب المزدوج فإن القواعد تصبح أقل تراصا ويسمى ذلك بالالتفاف الفائق السالب. اللف الفائق مهم في العديد من الوظائف الحيوية مثل تحزيم الدنا، وبتنظيمه الوصول إلى الشيفرة الجينية؛ يؤثر اللف الفائق على صيانة ووظائف الدنا وكذلك التعبير الجيني، بعض الإنزيمات مثل التوبوإيزوميراز لها القدرة على تغيير طوبولوجيا الدنا لتسهيل عمليات مثل تضاعف الدنا والنسخ.
تستخدم تعابير رياضية لتعبير عن اللف الفائق وذلك بمقارنة الاختلاف في الاتفاف مع حالة الدنا ب المسترخية. 